# Українське (Звягельський район)
Украї́нське — село в Україні, у Звягельському районі Житомирської області. Населення становить 52 осіб.

## Історія
У 1906 році Кикова, село Рогачівської волості Новоград-Волинського повіту Волинської губернії. Відстань від повітового міста 15 верст, від волості 5. Дворів 288, мешканців 1535.

## Населення

### Мова
Розподіл населення за рідною мовою за даними перепису 2001 року:
| Мова       | Кількість | Відсоток |
| ---------- | --------- | -------- |
| українська | 50        | 96.15%   |
| російська  | 2         | 3.85%    |
| Усього     | 52        | 100%     |